# Freedom of Information Act
Ne doit pas être confondu avec Freedom of Information Act (Royaume-Uni).
Lire en ligne

Lire sur le site du DoJ

Le Freedom of Information Act (FOIA) (en français, loi d'accès à l'information) est une loi américaine signée le 4 juillet 1966 par le président Lyndon B. Johnson, et entrée en application l'année suivante. Fondée sur le principe du droit à l'information, elle oblige les agences fédérales à transmettre leurs documents, à quiconque en fait la demande, quelle que soit sa nationalité.

## Contexte du vote de la loi et dispositions
Le FOIA a été voté dans le contexte de la guerre du Viêt Nam, l'opinion publique exigeant un accès plus aisé aux documents de l'administration américaine. Toutefois, cette liberté d'accès est restreinte par neuf exemptions, pour raison de sécurité nationale, de secret défense, de politique étrangère, de secrets de fabrication, de respect du secret médical et de la vie privée, ainsi que les informations géologiques et géophysiques (y compris les cartes) concernant les puits de pétrole et de gaz.

## Watergate etPrivacy Actde 1974
Le Privacy Act (PA) de 1974 couvre l'accès aux documents relatifs aux individus. Il permet à ces derniers de connaître les informations que le gouvernement détient à leur sujet, de les corriger si elles sont fausses, et d'attaquer en justice le gouvernement si celui-ci utilise les données d'une façon non autorisée. Dix exemptions sont prévues.
Dans le sillage du Watergate, le président Gerald Ford voulait renforcer le FOIA en l'amendant, mais son directeur de cabinet, Donald Rumsfeld, et son vice-directeur de cabinet, Dick Cheney, s'y sont alors opposés, au motif de fuites possibles. En outre, l'avocat gouvernemental Antonin Scalia (futur juge à la Cour suprême) déclarait les amendements au FOIA prévus par le Privacy Act anti-constitutionnels. Ford décida alors de mettre son veto à la loi (selon des documents déclassifiés en 2004). Néanmoins, le Congrès passa outre le veto présidentiel, conservant ainsi le noyau central du FOIA toujours en vigueur aujourd'hui.
Ces amendements au FOIA concernent le contrôle gouvernemental de documents à propos des citoyens. Il permet à un individu de prendre connaissance des documents le concernant personnellement, mais protégés par une exemption du Privacy Act. Il lui donne le droit d'amender ce document s'il est incomplet, incorrect ou non pertinent, et le droit de déposer plainte contre le gouvernement si celui-ci laisse autrui prendre connaissance de ces documents personnels et confidentiels.

## Depuis les années 1980
Le président Ronald Reagan restreint considérablement l'accès aux documents administratifs entre 1982 et 1995, en passant l'ordre exécutif 12 356 (1982) qui autorisait les agences fédérales à ne pas transmettre d'information en vertu de l'exemption n° 1 concernant la sécurité nationale.
Les critiques suscitées par cette décision ont poussé le président Bill Clinton à modifier fortement les critères de transmission d'information en 1995. La loi a notamment permis de mettre en évidence durant les années 2010 les cas allégués de torture perpétrés par les agences de renseignement américaines après les attentats du 11 septembre 2001.

## Quelles informations sont accessibles en vertu de la FOIA?
La FOIA couvre une vaste gamme de dossiers. Des budgets gouvernementaux et des procès-verbaux de réunions à l'accès à une multitude de dossiers publics tels que les registres d'état civil, les casiers judiciaires, les dossiers judiciaires, les dossiers de conduite, les dossiers financiers, les dossiers d'immigration et les dossiers de naturalisation, pour n'en nommer que quelques-uns. L'accessibilité de ces informations au grand public présente de nombreux avantages pour la société moderne. Elle permet aux citoyens des États-Unis d'en savoir plus sur les autres personnes dans leur vie, comme découvrir si un ami ou un voisin a un casier judiciaire ou peut-être s'il y a un délinquant sexuel dans le quartier. Cela ajoute également une couche de sécurité à la vie des gens, en sachant avec qui ils interagissent en étant capable de rechercher ce que quelqu'un a caché dans son passé. Par exemple, si une personne a un DUI ou plusieurs contraventions pour excès de vitesse sur son dossier de conduite, on pourrait ne pas vouloir que cette personne conduise les membres de la famille à l'école ou au travail. Cela peut également poser des questions sur les atteintes aux libertés, notamment sur le droit à l'oubli. En effet, une personne peut subir des formes de harcèlement même apres avoir purgé une peine. Il est également essentiel de comprendre que tous les dossiers gouvernementaux ne sont pas ouverts et accessibles au public. Des informations personnelles et sensibles comme les numéros de sécurité sociale, les dossiers concernant les mineurs, les dossiers de service militaire actif et les documents qui pourraient compromettre la sécurité nationale ne sont pas disponibles. Il y a une limite à ce qui est accessible pour protéger la vie privée personnelle et les informations gouvernementales sensibles.

## Limitations de la FOIA
Malgré ses avantages, la FOIA présente des limites. Comme mentionné précédemment, plusieurs exemptions protègent des types spécifiques d'informations. Par exemple, les documents qui pourraient compromettre la sécurité nationale ou révéler des secrets commerciaux sont exemptés, tout comme les dossiers sur les mineurs et les dossiers de service militaire actif. De plus, les données personnelles qui pourraient enfreindre les droits à la vie privée d'un individu sont interdites, il y a donc une limite à ce qui est disponible pour le public. Par exemple, on peut consulter l'état civil de mariage de quelqu'un, mais on ne peut pas accéder à son certificat de mariage, un document officiel portant atteinte à son identité.
De plus, quiconque a déposé une demande FOIA sait que le processus est parfois laborieux. Les retards peuvent être considérables ; parfois, les données sont expurgées ou seulement partiellement divulguées. Il peut y avoir de multiples raisons à ces défis, y compris un arriéré de demandes ou le besoin pour plusieurs agences d'examiner une seule demande. Cela dit, on peut toujours accéder à des dossiers non officiels via un site web de dossiers publics qui donne accès à des milliards de dossiers avec des outils de recherche simples. La vérification des antécédents de quelqu'un d'intérêt est entièrement conforme aux directives de la FOIA tant qu'elle est à des fins non officielles. Pour accéder à une documentation officielle sur le dossier public d'un individu, il faut passer par les voies officielles appropriées et obtenir la permission de cette personne. La documentation officielle peut être utilisée à des fins officielles telles que l'emploi, les demandes de location, les candidatures académiques et les habilitations de sécurité, pour n'en nommer que quelques-unes.

## Ailleurs qu'aux États-Unis
D'après un article datant de 2007, 75 pays dans le monde ont une procédure de type FOIA ; celle de la Suède est en vigueur depuis 1776. Celle du Royaume-Uni provient du Freedom of Information Act 2000, dont toutes les dispositions sont en vigueur depuis 2005. L'Inde, la Bulgarie ou la Roumanie ont des dispositifs FOIA qualifiés d'efficaces[réf. souhaitée].
En France, c'est  la Commission d'accès aux documents administratifs (CADA), créée en 1978, qui est compétente en la matière. Celle-ci, cependant, ne possède pas les mêmes prérogatives, puisqu'elle n'émet que des avis et n'est pas en mesure de contraindre l'administration.